# Веабури, Сильвен
Сильвен Веабури (фр. Sylviane Vayaboury; родилась 20 апреля 1960 года, Кайенна, Французская Гвиана) — французская писательница, самая известная писательница Гвианы из ныне здравствующих, общественная деятельница.

## Биография
Сильвен Веабури родилась 20 апреля 1960 года в Кайенне, во Французской Гвиане. Вскоре после этого, родители — отец, самбо из Гваделупы, и мать, негритянка из Французской Гвианы, переехали из Кайенны в Фор-де-Франс. По неизвестной причине они оставили маленькую дочь родственникам и уехали. Сильвен росла в семье тёти по линии отца, которую, вместе с её мужем, называла своими крёстными. С ними она вернулась на родину в Гвиану. Только подростком Сильвен познакомилась с родителями. Отец её умер вскоре после их встречи. Мать жила с многочисленными братьями и сёстрами Сильвен на Гваделупе. Она умерла, не объяснив дочери своего поступка.
В это время, будущая писательница погрузилась в чтение и открыла для себя произведения Эме Сезера, Патрика Шамуазо и Мариза Конде. Тогда в ней впервые проявился интерес к литературной деятельности.
Получив начальное и среднее образование, Сильвен поступила в высшую нормальную школу в Гвиане, которую закончила в 1980 году, получив диплом школьного учителя. С 1980 по 2000 год преподавала в начальных школах в Иракубо, Ремир-Монжоли, Кайенне и Париже. С 1998 по 2000 год в Париже получила специальное педагогическое образование, позволяющее ей работать с детьми с отклонениями в развитии, страдающими аутизмом, психозом и другими психическими болезнями. В 2005 году вернулась в Кайенну, где до 2007 года преподавала в специальных классах в начальных школах Максимилиана Саба и Зефир. Ныне работает в документационном отделе Регионального образовательного центра в Кайенне.
В 2006 году был издан первый роман Сильвен Веабури «Продлённая улица Лалуэт». Это, во многом автобиографическое произведение, она посвятила, воспитавшим её, крёстному и крёстной. Второй роман писательницы «Бухта» (название района в Кайенне) был издан в 2009 году. В нём, как и в первом, повествуется о жизни креолов Французской Гвианы.

## Список произведений
- «Продлённая улица Лалуэт» (фр. Rue Lallouette prolongée 2006).
- «Бухта» (фр. La Crique 2009).